# August von Lützow (Gesandter)

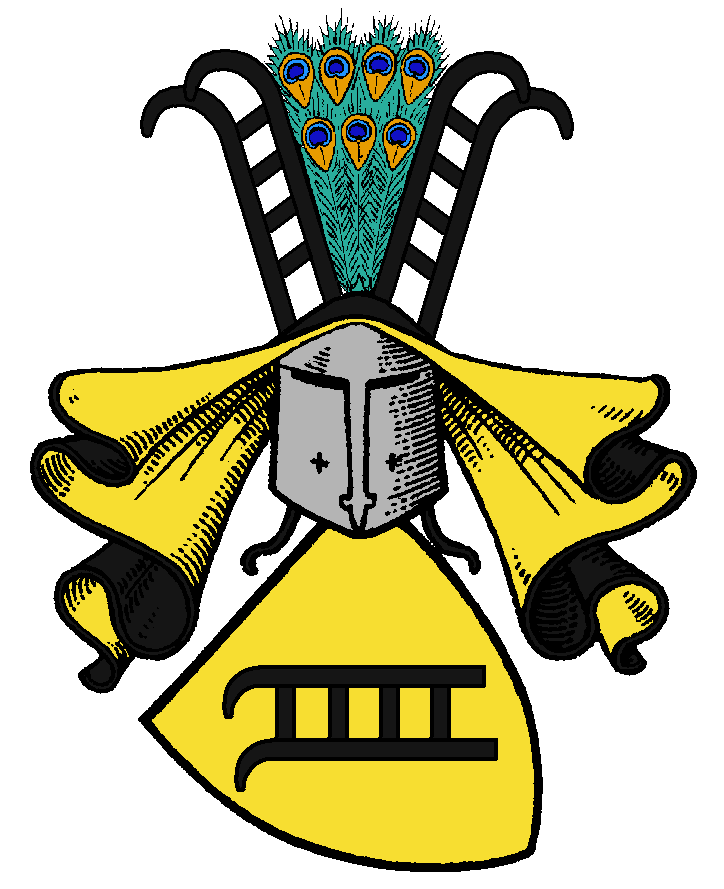
Stammwappen derer von Lützow

Rudolf Friedrich August von Lützow (* 4. Juni 1757 in Schwerin; † 18. Dezember 1835 in Ludwigslust) war ein mecklenburg-schwerinscher Hofbeamter und Diplomat.

## Leben
August von Lützow entstammte dem Haus Groß Salitz (Krembz) des mecklenburgischen Uradelsgeschlechts von Lützow. Er war der zweite Sohn des Oberstallmeisters Anton Friedrich von Lützow (1719–1788) und dessen Frau Elisabeth Maria, geb. von Fincke (1727–1799). August von Lützow war sein Neffe.
Als jüngerem Sohn war für ihn eine Karriere im Militär- oder Staatsdienst vorgezeichnet. Im Alter von 14 Jahren trat er in das herzoglich württembergische Pagenkorps ein ; mit 18 Jahren wurde er Leutnant beim Regiment der Garde zu Pferde in Stuttgart. Bei Ausbruch des bayrischen Erbfolgekrieges 1778 bat er um Entlassung aus dem württembergischen Dienst und ging nach Preußen. Hier erhielt er vom Prinzen Heinrich eine Anstellung als Hauptmann und Kompaniechef im Regiment des Grafen Stoudt. Er machte den Feldzug mit und hatte dabei Gelegenheit, sich auszuzeichnen. Nach dem Frieden von Teschen nahm er eine Stellung als Kavalier beim Prinzen Friedrich von Württemberg an, der gerade Auguste Karoline von Braunschweig-Wolfenbüttel geheiratet hatte. Der Prinz kommandierte das preußisches  Dragoner-Regiment Nr. 2 (Krockow) in Lüben. Dort führte Lützow zwei Jahre lang die Hofhaltung des Paares. Im Sommer 1781 entzweite sich der Prinz mit König Friedrich II. von Preußen, nahm seinen Abschied und trat eine längere Reise nach Italien und Frankreich an, auf welcher sich ihm sein Schwager, der Großfürst und Thronfolger Paul von Russland anschloss. Dieser war seit 1776 mit Prinzessin Sophie von Württemberg, der Schwester des Prinzen, verheiratet. Beide Fürsten reisten gemeinsam mit ihren Frauen; Lützow fungierte als Reisemarschall. Während seines Aufenthalts in Rom ernannte Zarin Katharina  den Prinzen von Württemberg zum Generalleutnant und Gouverneur von Finnland ernannte. Im Herbst 1782 reiste er mit August von Lützow nach St. Petersburg. Als im Jahr darauf dem Prinzen von Württemberg das Kommando einer Division in der Ukraine übertragen wurde, kehrte Lützow im Herbst 1783 nach Mecklenburg zurück.
Nach seiner Rückkehr wurde August von Lützow in den mecklenburgischen Hofdienst übernommen. 1785 wurde er Oberhofmeister der Herzogin Luise (1756–1808). Dieses Hofamt behielt er auch nach deren Tod bis an sein Lebensende 1835; in den Staatskalendern wird er als hinterlassener Hofstaat der Herzogin geführt.
Daneben aber bestand August von Lützows Haupttätigkeit in diplomatischen Missionen. Seine zuvor erworbenen internationalen Erfahrungen und Kenntnisse waren dabei sehr hilfreich. Seit 1794 vertrat er den Herzog als Gesandter am preußischen Hof in Berlin – mit einigen Unterbrechungen bis 1835. Daneben erwarb er sich Verdienste auf mehreren Sondergesandtschaften. Mehrfach wurde er nach St. Petersburg entsandt, unter anderem zur Anbahnung der Ehe des Erbprinzen Friedrich Ludwig mit der Großfürstin Helena Pawlowna Romanowa 1799. In ähnlicher Weise wirkte er auch hinter den Kulissen im Auftrag von Herzog Carl August (Sachsen-Weimar-Eisenach), um die Ehe dessen Sohnes Carl Friedrich mit der Großfürstin Maria Pawlowna, Helenas Schwester, anzubahnen. In den für Mecklenburg sehr schwierigen Jahren der Koalitionskriege kam er 1806/07 und 1808 erneut nach Petersburg. Nachdem Mecklenburg unter starkem französischem Druck 1807 dem Rheinbund beigetreten war, vertrat von Lützow von 1808 bis zum Frontenwechsel 1813 Mecklenburg am Hof Napoleons in Paris. Zugleich vertrat er hier bis 1811 den Herzog Peter Friedrich Ludwig von Oldenburg. Eine erfolgreiche diplomatische Mission waren die Verhandlungen mit Schweden, die im Malmöer Pfandvertrag von 1803 zur Rückgewinnung von Wismar und Neukloster führten.
Lützow verband in seiner Persönlichkeit „diplomatische Routine und kluge höfische Gemessenheit und Diskretion, die als berechnende Kühle empfunden werden konnte“. Er erreichte ein relativ hohes Alter und war ein respektierter Elder statesman am Hof in Ludwigslust und Schwerin. Der Prinzenerzieher Gotthilf Heinrich von Schubert, der 1817 an den Hof kam und im Hause Lützows verkehrte, verglich ihn mit „einer alten mächtigen Edeleiche seines Vaterlandes, unter deren Schatten man gerne ausruht“.
August von Lützow war verheiratet mit Sophie Luise Dorothee von Maltzan aus dem Hause Rottmannshagen (1765–1833). Sophie von Lützow war Oberhofmeisterin der Herzogin Louise und Ordensdame des Russischen Ordens der Heiligen Katharina 2. Klasse.  Das Paar hatte neun Kinder, darunter den Sohn Ludwig von Lützow, der von 1840 bis 1850 Staatsminister (Ministerpräsident) von Mecklenburg-Schwerin war.

## Auszeichnungen
- Alexander-Newski-Orden
- Annenorden
- (russ.) Malteserorden, Ritter